# Owl Creek (Bighorn River)
Der Owl Creek ist ein linker Nebenfluss des Bighorn Rivers im Norden des US-Bundesstaates Wyoming mit einer Länge von rund 70 km.

## Verlauf
Der Owl Creek entsteht durch den Zusammenfluss seiner beiden Quellflüsse South Fork Owl Creek und North Fork Owl Creek in den nordöstlichen Ausläufern der Owl Creek Mountains auf einer Höhe von 1621 m. Von dort fließt er durch das Hot Springs County nach Osten, unterquert den Wyoming Highway 170 und verläuft mäandrierend durch das Bighorn Basin. Kurz vor Unterqueren des von Thermopolis nach Cody verlaufenden Wyoming Highway 120 erhält er mit dem Mud Creek von rechts seinen größten Nebenfluss. Nach etwa 70 km mündet er nach Unterqueren von US20/WYO789 etwa 15 km nordöstlich von Thermopolis auf einer Höhe von 1300 m in den Bighorn River. Für etwa die Hälfte seines Verlaufes bildet der Owl Creek die nördliche Grenze der Wind River Indian Reservation.

## Hydrologie
Der Owl Creek ist als Nebenfluss des Bighorn River Teil des Einzugsgebietes des Yellowstone River, der über Missouri und Mississippi in den Golf von Mexiko entwässert. Das Einzugsgebiet des Flusses umfasst ein Areal von etwa 1320 km² und grenzt an die Einzugsgebiete des Cottonwood Creek im Norden, Red Canyon Creek, Muddy Creek und Fivemile Creek im Süden, East Fork Wind River im Westen sowie Wood River im Nordwesten. Der mittlere Abfluss am Pegel Lucerne beträgt 0,65 m³/s, die größten Abflüsse finden sich in den Monaten März bis Juni.

## Belege
1. 1 2 3 4  Owl Creek (Bighorn River). In: Geographic Names Information System. United States Geological Survey, United States Department of the Interior (englisch).
2. ↑  USGS 06264500 OWL CREEK NEAR LUCERNE, WY. Abgerufen am 18. April 2025.